# Dee Wallace
Pour les articles homonymes, voir Wallace.
Dee Wallace ou Dee Wallace Stone, de son vrai nom Deanna Bowers, est une actrice américaine née le 14 décembre 1948 à Kansas City dans le Missouri, aux États-Unis.
Elle a beaucoup tourné pour le cinéma fantastique et d'horreur avec les réalisateurs emblématiques du genre : Steven Spielberg, Peter Jackson, Wes Craven, Tobe Hooper, Joe Dante, Rob Zombie.

## Biographie
D'abord femme de ménage, elle fait des études d'arts dramatique. Après des études de théâtre couplées à une formation de danse classique, et une première expérience professionnelle comme enseignante d'anglais, Dee Walace se tourne vers l'art dramatique. Elle met en scène plusieurs pièces, puis se rend à New York où elle rate de peu un rôle dans un prestigieux spectacle musical.

### Carrière
Dee Wallace se spécialise alors dans la publicité puis décroche son premier rôle au cinéma dans un film de science-fiction, The Stepford Wives de Bryan Forbes en 1975. Après de nombreux autres seconds rôles, elle gagne son premier grand rôle dans le film d'horreur Hurlements de Joe Dante en 1980. Sur cette lancée, elle atteint le sommet de sa carrière avec le succès de E.T. l'extraterrestre de Steven Spielberg en 1982 où elle incarne la mère attentionnée et compréhensive.
Pourtant cette célébrité ne va pas durer : après une dernière prestation remarquée dans une adaptation du très célèbre roman de Stephen King, Cujo de Lewis Teague en 1983, elle joue essentiellement dans des téléfilms et des Séries TV tels que Les Nouvelles Aventures de Lassie en 1989. Elle participe à des films à petit budget dont Alligator 2 : La Mutation en 1991. En 1993 on peut la voir dans le film original My Family Treasure de Rolfe Kanefsky et Edward Staroselsky et en 1996 dans Fantômes contre fantômes de Peter Jackson.

## Filmographie

### Cinéma
- 1975 : Les Femmes de Stepford (The Stepford Wives) de Bryan Forbes : Nettie
- 1977 : All the King's Horses de Donald W. Thompson : Sandy Benson
- 1977 : La colline a des yeux (The Hills Have Eyes) de Wes Craven : Lynne Wood
- 1979 : Elle (10) de Blake Edwards : Mary Lewis
- 1981 : Hurlements (The Howling) de Joe Dante : Karen White
- 1982 : E.T. l'extra-terrestre (E.T.: The Extra-Terrestrial) de Steven Spielberg : Mary
- 1982 : Jimmy the Kid de Gary Nelson : May
- 1983 : Cujo de Lewis Teague : Donna Trenton
- 1984 : Trafic mortel (The Shepherd) de Donald W. Thompson
- 1985 : Une amie qui vous veut du bien (Secret Admirer) de David Greenwalt : Connie Ryan
- 1986 : Shadow Play de Susan Shadburne : Morgan Hanna
- 1986 : Club Life de Norman Thaddeus Vane : Tilly Francesca
- 1986 : Critters de Stephen Herek : Helen Brown
- 1987 : Bialy smok de Jerzy Domaradzki et Janusz Morgenstern : Alta
- 1991 : Alligator 2 : La Mutation (Alligator II: The Mutation) de Jon Hess : Christine Hodges
- 1991 : Popcorn de Mark Herrier : Suzanne
- 1991 : Rock-O-Rico (Rock-A-Doodle) de Don Bluth, Gary Goldman et Dan Kuenster : la Mère
- 1993 : L'Équipée infernale (Rescue Me) d'Arthur Allan Seidelman : Sarah Sweeney
- 1993 : Discretion Assured d'Odorico Mendes : Kitten
- 1993 : Par acquit de conscience (Lightning in a Bottle) de Jeff Kwitny : Jean Markley
- 1993 : My Family Treasure de Rolfe Kanefsky et Edward Staroselsky : Alex Danieloff
- 1993 : Huck and the King of Hearts de Michael Keusch : Darlene
- 1994 : Temptress de Lawrence Lanoff : Allison Mackie
- 1995 : Cops n Roberts de Peter Crane
- 1995 : The Phoenix and the Magic Carpet de Zoran Perisic : la Mère
- 1995 : The Skateboard Kid II d'Andrew Stevens : Lois Curtis
- 1995 : Best of the Best 3 (Best of the Best 3: No Turning Back) de Phillip Rhee : Georgia
- 1996 : Fantômes contre fantômes (The Frighteners) de Peter Jackson : Patricia Ann Bradley
- 1997 : Black Circle Boys de Matthew Carnahan : Barbara Sullivan
- 1997 : Mutual Needs de Robert Angelo : Patricia
- 1997 : Nevada (en) de Gary Tieche : Ruby
- 1997 : Invisible Mom (en vidéo) de Fred Olen Ray : Laura Griffin
- 1998 : The Christmas Path de Bernard Salzmann : Jenny
- 1999 : Deadly Delusions de Mitchel Matovich : Susan Randkin
- 1999 : Invisible Mom II (en vidéo) de Fred Olen Ray : Laura Griffin
- 1999 : Pirates of the Plain de John R. Cherry III : Glenna
- 2000 : Flamingo Dreams de Lamar Card : Ariel
- 2000 : La Maison de la peur (Killer Instinct) de Ken Barbet : Sarah Fairchild
- 2000 : Artie de Matt Berman : Sara la barman
- 2001 : 18 de Brandon Fowler : la Mère de Laura
- 2001 : Out of the Black de Karl Kozak : Penny Hart
- 2001 : A Month of Sundays de Stewart Raffill : Sarah McCabe
- 2001 : Adjustments de Stewart Raffill : Jill
- 2002 : Sex and the Teenage Mind de Donald L. Gold : Francine Heitmeyer
- 2002 : Fish Don't Blink de Chuck DeBus : Dr Roswell
- 2003 : Dead Canaries de Robert Santoli : Sharon Scaldafieri
- 2004 : Illusion Infinity (alias Paradise) de Roger Steinmann : Patricia Paradise
- 2004 : Dead End Road de Jeff Burton : Mrs Makepiece
- 2005 : Yesterday's Dreams de Scott Thomas : Rita
- 2005 : The Loch Ness Monster de Benjamin Williams : Elizabeth Horner
- 2005 : Boo d'Anthony C. Ferrante : Infirmière Russell
- 2005 : Scar de Rahil Bhorania : Isabella
- 2005 : Headspace d'Andrew van den Houten : Dr Denise Bell
- 2006 : The Lost de Chris Sivertson : Barbara Hanlon
- 2006 : American Blend de Varun Khanna : Jayme
- 2006 : Kalamazoo? de David O'Malley : Susan
- 2006 : Abominable de Ryan Schifrin : Ethel Hoss
- 2006 : Expiration Date de Rick Stevenson : Lucille
- 2006 : Le Fléau selon Clive Barker (The Plague) (en vidéo) de Hal Masonberg : Nora
- 2007 : J-ok'el de Benjamin Williams : Helen Moret
- 2007 : Bone Dry de Brett A. Hart : Joanne
- 2007 : Halloween de Rob Zombie : Cynthia Strode
- 2007 : The Blue Rose de Joe Knight : Mrs Garrison
- 2008 : Little Red Devil de Tommy Brunswick : la Mère
- 2008 : Matchmaker Mary de Tom Whitus : Tante Karen
- 2008 : Danny la Terreur de Douglas Horn  : Mme Greene
- 2008 : Between the Sand and the Sky de David H. Venghaus Jr. : Sylvia
- 2009 : The House of the Devil : Landlady
- 2010 : Mesures exceptionnelles de Tom Vaughan
- 2013 : The Lords of Salem de Rob Zombie : Sonny

### Télévision

#### Séries télévisées
- 1974 : Lucas Tanner (saison 1, épisode 11) : serveuse
- 1975 : Les Rues de San Francisco (saison 3, épisode 19) : Joan Warren
- 1975 : A plume et à sang (saison 1, épisode 3) : serveuse, Mamie
- 1977 : L'Homme de l'Atlantide (saison 1, épisode 5) : Propriétaire de stand de hot-dogs
- 1977 : The San Pedro Beach Bums (saison 1, épisode 4) : Lisa
- 1977 : Bigfoot and Wildboy (saison 1, épisode 6) : Deeda
- 1977 : Starsky et Hutch (saison 3, épisode 6) : Carol Wade
- 1977 : Sergent Anderson (saison 4, épisode 1) : Shana Fayette
- 1978 : Barnaby Jones (saison 6, épisode 21) : Amy Vickers
- 1978 : Police Story (saison 5, épisode 7) : Sharon Shay
- 1978 : Lou Grant (saison 2, épisode 3) : Patti Oxley
- 1979 : Pour l'amour du risque (saison 1, épisode 3) : Connie
- 1979 : Trapper John, M.D. (saison 1, épisode 3) : Dr Valerie Tatum
- 1979 : Chips (épisodes 2x10 / 3x05) : Sheila / Angy
- 1979 : Mme Columbo (saison 2, épisode 1) : Janet Rutledge
- 1979 : Taxi (saison 2, épisode 10) : Joyce
- 1980 : Skag (saison 1, épisode 3 & 4) : Nora
- 1980 : Here's Boomer (saison 1, épisode 1) : Alice
- 1981 : ABC Afterschool Specials (saison 9, épisode 6) : Sue Jinkins
- 1982 : CBS Afternoon Playhouse (saison 5, épisode 2) : Fran Welsh
- 1985 : Finder of Lost Loves (en) (saison 1, épisode 19) : Gail Aames
- 1985 : Simon et Simon (saison 5, épisode 1) : Carol Brooks
- 1985 : La cinquième dimension (saison 1, épisode 4) : Janice Hammond
- 1987 : CBS Schoolbreak Special (saison 4, épisode 7) : Jan Fischer
- 1984 : Hôtel (saison 2, épisode 1) : Pamela
- 1986 : Hôtel (saison 3, épisode 15) : Lisa Mason
- 1986 : Together We Stand (en) : Lori Randall
- 1987 : Hôtel (saison 5, épisode 6) : Helen Johnson
- 1989 : Arabesque (saison 5, épisode 13) : Mildred Terhune
- 1991 : Arabesque (saison 7, épisode 21) : Ellen Wicker
- 1991 : Enquêtes à Palm Springs (saison 1, épisode 1) : Mitzi Packer
- 1989-1992 : Les nouvelles aventures de Lassie : Dee McCullough
- 1992 : La Loi de Los Angeles (saison 7, épisode 4) : Elaine Weston
- 1992 : FBI: The Untold Stories (saison 2, épisode 2) : Darlene
- 1994 : Rebel Highway (saison 1, épisode 4) : Mme Alex Gordon
- 1995 : High Sierra Search and Rescue : Morgan Duffy
- 1997 : JAG (saison 2, épisode 5) : Congresswoman Adele DeLong
- 1997 : Les Anges du bonheur (saison 3, épisode 28) : Sandra Browner
- 1999 : Nash Bridges (saison 4, épisode 15) : Susan Martin
- 1999 : Ally McBeal (saison 3, épisode 2) : Gail Clarkson
- 2001 : Felicity (saison 4, épisodes 7 & 11) : Allison Covington
- 2002 : Division d'élite (saison 2, épisode 9) : Paula Meeks
- 2002 : Spy Girls (saison 1, épisode 1) : Daphne
- 2003 : The Agency (saison 2, épisode 21) : Doris, sœur de Quinn
- 2005 : Cold Case : Affaires classées (saison 2, épisode 19) : Charlotte Jones
- 2005 : Preuve à l'appui (saison 5, épisode 6) : Lorraine Heeley
- 2006 : Bones (saison 1, épisode 22) : Special Agent Callie Warner
- 2006 : FBI : Portés disparus (saison 5, épisode 7) : Lara Duncan
- 2006 : Close to Home : Juste Cause (saison 2, épisode 8) : Joan Monroe
- 2006-2007 : Sons & Daughters : Colleen Halbert
- 2007 : Grey's Anatomy (saison 3, épisode 20) : Joan Waring
- 2007 : Earl (saison 3, épisodes 3, 9 & 11) : La Gouverneur - La femme du gardien / Katherine Hazelwood
- 2007 : Ghost Whisperer (saison 3, épisode 10) : Claire Taylor
- 2008 : Saving Grace (saison 2, épisode 2) : Janice Shapiro
- 2008 : Esprits criminels (saison 4, épisode 7) : Dr Jan Mohikian
- 2010 : Happy Town (saison 1, épisode 8) : Alice Conroy
- 2010 : Los Angeles, police judiciaire (saison 1, épisode 4) : Ellen Powell
- 2010 : Detroit 1-8-7 (saison 1, épisode 9) : Marni Eckhart
- 2011 : The Office (saison 8, épisode 4) : Ellen Bernard
- 2012 : Warehouse 13 (saison 4, épisode 3) : Mme Garner
- 2012 : Switched (saison 1, épisodes 22 & 29) : Lorena McGowen
- 2012 : In Session with Jonathan Pessin (pilot) : Dr Dee
- 2013 : A Hollywood Affair (saison 2, épisode 4) : Enseignant intérim
- 2014 : Grimm (saison 3, épisodes 12, 13 & 22) : Alice
- 2015 : Hôpital central : Patricia Spencer
- 2015 : Whispers (saison 1, épisodes 1 à 4) : Willie Starling
- 2015 : Supernatural (saison 11, épisode 11) : Mildred
- 2015-2019 : Just Add Magic : Grandma Rebecca
- 2017 : You're the Worst (saison 4, épisode 1) : Gail
- 2017 : Lifeline (saison 1, épisodes 1 & 2) : Miranda
- 2018 : Shooter (saison 3, épisode 7) : Katherine Mayfield
- 2018 : NCIS : Enquêtes spéciales (saison 16, épisode 5) : Claire Hall
- 2020 : Meet the Biz (pilot)

#### Téléfilms
- 1979 : Young Love, First Love de Steven Hilliard Stern : Leslie
- 1980 : The Secret War of Jackie's Girls de Gordon Hessler : Maxine
- 1981 : A Whale for the Killing de Richard T. Heffron : Janet Landon
- 1981 : En plein cauchemar (The Five of Me) de Paul Wendkos : Ann
- 1981 : Child Bride of Short Creek de Robert Michael Lewis : Mary Jacobs
- 1982 : Skeezer de Peter H. Hunt : Lucille
- 1983 : I Take These Men de Larry Peerce : Elaine Zakarian
- 1983 : Attendez que maman revienne (Wait Till Your Mother Gets Home!) de Bill Persky : Pat Peters
- 1983 : Happy de Lee Philips : Marilyn
- 1984 : The Sky's No Limit de David Lowell Rich : Dr Maureen Harris
- 1985 : Suburban Beat de Michael Vejar : Lead
- 1985 : Les Otages (Hostage Flight) de Steven Hilliard Stern : Laura Kenrick
- 1986 : Sin of Innocence d'Arthur Allan Seidelman : Vicki McGary
- 1987 : Bushfire Moon (ou Miracle Down Under) de George Miller : Elizabeth
- 1988 : Stranger on My Land de Larry Elikann : Annie Whitman
- 1988 : Addicted to His Love d'Arthur Allan Seidelman : Betty Ann Brennan
- 1990 : Robe de sang (I'm Dangerous Tonight) de Tobe Hooper : Wanda Thatcher
- 1991 : P.S.I. Luv U de Peter H. Hunt : Mitzi Packer
- 1993 : Le Prophète du mal (Prophet of Evil: The Ervil LeBaron Story) de Jud Taylor : Jackie Fields
- 1994 : Witness to the Execution de Tommy Lee Wallace : Emily Dawson
- 1994 : Recherche et sauvetage (Search and Rescue) de Paul Krasny : Morgan
- 1994 : Illusions blessées (Moment of Truth: Cradle of Conspiracy) de Gabrielle Beaumont : Suzanne Guthrie
- 1994 : Runaway Daughters de Joe Dante : Mrs Gordon
- 1994 : Vanishing Son IV de John Nicolella : Megan
- 1995 : Brothers' Destiny de Dean Hamilton
- 1996 : Subliminal Seduction d'Andrew Stevens : Sissy Bonner
- 1997 : Serments mortels (Love's Deadly Triangle: The Texas Cadet Murder) de Richard A. Colla : Linda Jones
- 1997 : The Perfect Mother de Peter Levin : Gina Mitrou
- 1997 : Saugatuck (Skeletons) de David DeCoteau : Heather Crane
- 1998 : Bad As I Wanna Be: The Dennis Rodman Story de Jean de Segonzac : Belle-mère de Rodman
- 1999 : Double Trahison (To Love, Honor & Betray) de Peter Levin : Julia Brennan
- 2005 : Voodoo Moon de Kevin VanHook : Mary-Ann
- 2006 : The Eden Formula de John Carl Buechler : Rhonda
- 2001 : D'une vie à l'autre (She's No Angel) de Rachel Feldman : Maureen Shawnessy
- 2004 : Comportement suspect (The Perfect Husband: The Laci Peterson Story) de Roger Young : Sharon Rocha
- 2008 : The Magic 7 de Roger Holzberg : la Mère de Sean (voix)
- 2013 : Robocroc de Arthur Sinclair : Riley
- 2018 : Liaison interdite avec mon étudiant (The Wrong Teacher) de David DeCoteau : Dr Smith
- 2019 : The Wrong Mommy de David DeCoteau : Carol
- 2019 : Critters Attack! de Bobby Miller : Dee
- 2019 : Un Noël pour te retrouver (Christmas in Louisiana) d'Emily Moss Wilson : Doris
- 2019 : The Gift of Christmas de Tom Whitus : Ellen Rodgers

## Distinctions

### Nominations
- 1997 : Fangoria Chainsaw Awards de la meilleure actrice dans un second rôle dans une comédie d'horreur pour Fantômes contre fantômes (The Frighteners) (1996).
- 2019 : Fright Meter Awards de la meilleure actrice dans un second rôle dans un film d'horreur pour 3 From Hell (2019).

### Récompenses
- Horrible Imaginings Film Festival 2017 : Lauréate du Prix pour l'ensemble de sa carrière.
- CinEuphoria Awards (es) 2020 : Lauréate du Prix pour l'ensemble de sa carrière.